# Stelis elatior
Stelis elatior är en orkidéart som beskrevs av John Lindley. Stelis elatior ingår i släktet Stelis och familjen orkidéer. Inga underarter finns listade i Catalogue of Life.